# جان-بيير هوغ
جان-بيير هوغ هو سياسي كندي، ولد في 24 نوفمبر 1927 في مونتريال في كندا، وتوفي في 17 يونيو 2012. نشط حزبياً في الحزب الكندي التقدمي المحافظ. وقد انتخب عضو مجلس العموم الكندي.